# Hypena albistriga
Hypena albistriga är en fjärilsart som beskrevs av Paul Mabille 1900. Hypena albistriga ingår i släktet Hypena och familjen nattflyn. Inga underarter finns listade i Catalogue of Life.